# نوبة بن جعفر (المفلحي)

تعديل مصدري - تعديل

نوبة بن جعفر هي إحدى قرى عزلة المفلحي بمديرية المفلحي التابعة لمحافظة لحج، بلغ تعداد سكانها 72 نسمة حسب تعداد اليمن لعام 2004.